# Како се решити шефа 2
Како се решити шефа 2 (енгл. Horrible Bosses 2) амерички је хумористички филм из 2014. године, у режији Шона Андерса, по сценарију Андерса и Џона Мориса. Наставак је филма Како се решити шефа (2011). Главне улоге глуме Џејсон Бејтман, Чарли Деј, Џејсон Судејкис, Џенифер Анистон, Џејми Фокс, Крис Пајн и Кристоф Валц. Радња прати Ника (Бејтмен), Курта (Судејкис) и Дејла (Деј) док киднапују сина (Пајн) милионерског инвеститора (Валц) како би га уценили из освете након што их је преварио на пословном договору.
Премијерно је приказан 12. новембра 2014. у Лондону, док је 26. новембра пуштен у биоскопе у САД, односно 27. новембра у Србији. Добио је помешане критике и зарадио 107 милиона долара.

## Радња
Мајстори у тој дисциплини ипак су Дејл (Чарли Деј), Курт (Џејсон Судејкис) и Ник (Џејсон Бејтман) који су сити немогућих надређених одлучили напокон да покрену сопствени посао. Но, након што пуни ентузијазма крену у производњу свог изума и буду изиграни, очајни, без новца и будућности одлуче да се освете богатом сараднику (Кристоф Валц) који их је уништио. Своја средства планирају да поврате и отмицом његовог сина (Крис Пајн), у чему ће им помоћи професионалац Дин Џонус (Џејми Фокс) ког су упознали већ раније док су покушавали да се реше својих правих шефова.

## Улоге
| Глумац          | Улога           |
| --------------- | --------------- |
| Џејсон Бејтман  | Ник Хендрикс    |
| Џејсон Судејкис | Курт Бакман     |
| Чарли Деј       | Дејл Арбус      |
| Крис Пајн       | Рекс Хансон     |
| Џенифер Анистон | др Џулија Харис |
| Џејми Фокс      | Дин Џоунс       |
| Кевин Спејси    | Дејвид Харкен   |
| Кристоф Валц    | Берт Хансон     |
| Џонатан Бенкс   | детектив Хачер  |
| Линдси Слоун    | Стејси Арбус    |
| Киган-Мајкл Ки  | Мајк            |
| Кели Стејблс    | Рејчел          |